# Strobice
Strobice (niem. Struwitz, 1936–1945 Struwendorf) – wieś w Polsce położona w województwie opolskim, w powiecie nyskim, w gminie Pakosławice.
W latach 1975–1998 miejscowość administracyjnie należała do ówczesnego województwa opolskiego.